# Љубодраг Љ. Грујић
Љубодраг Љ. Грујић (Панчево, 31. децембар 1976) српски је хералдички уметник, преводилац и публициста.

## Биографија
Завршио је гимназију у родном Панчеву а затим и англистику на Филолошки факултету у Београду. Главно професионално интересовање су му језици. Активно предаје и преводи са енглеског и француског језик.
Члан је Друштва српско-ирског пријатељства Celtic Crew. Писао је за ирске новине на ирском, држао предавања широм земље на тему ирског језика и радио на више пројеката културне сарадње између Србије и Ирске.
Грујић је као хералдички уметник израдио изворника великог и малог грба Републике Србије, усвојеног 2010. године. Он је аутор низа породичних грбова као и хералдичких решења општина и села у Србији, Српској и свету.
Члан је Крунског већа српске династије Карађорђевић. Био је хералд династије Карађорђевић.
Ожењен је и са супругом има двоје деце.